# Ротичі
Ротичі  — колишнє село у Чорнобильському районі Київської області. Було відселене при створенні Київського водосховища.

## З історії
За даними праці «Уезды Киевский и Радомысльский» Лаврентія Похилевича (1887), «Ротичі, називається також Рогтичі, Рухтичі і Рутичі, від слова рот=уста, по-малоруськи гирло ріки. Село розміщене на лівій стороні р. Тетерева, поблизу його гирла у р. Дніпро, 8 верст нижче Городищ. Поблизу гирла Тетерева вчений Ейхенвальд знаходив місцевість яка має вулканічне походження. Жителів обох статей разом із Д'яволоч, (так називається західна частина села, поблизу якої вивищується помічена Ейхенвальдом гора) 823, ревізьких 224, наділів 2095 дес. Викуп платити 906 карбованців 36 коп. Окрім того євреїв у всій парафії 44. Медвинська маєтність, до якої причисляється село Ротичі, у минулому столітті станвоило частину Горностайпільської маєтності, що належало вже у минулому столітті графіні Мнішек. У 1843 р. воно відокремлене від Горностайпільського продажем Антону Рикальському у наступному складі сіл із селом Ротичі: Медвин, Лапутьки, Страхолісся, Довмонтів, Сухолуччя...». Входило до складу Горностайпільської волості Радомисльського повіту.
За даними довідника «Список населенных мест Киевской губернии» (1900), «Село Рутичі (казенне). У ньому дворів 68, жителів обох статей - 1023 особи, із них чоловіків 510 і жінок - 513. Головне заняття жителів - хліборобство; окрім того населення займається грабарними роботами і сплавом лісу. Відстань від повітового міста до села - 118 верст, від найближчих: залізничної станції - 80 верст, пароплавної - 4 версти, телеграфної (поштової) і поштової (земської) - 8 верст. Залізнична станція носить назву Київ, пароплавна Пічки. Телеграфна станція, поштова (казенна) і поштова-земська станції знаходяться у м. Горностайпіль. У селі є: 1 православна церква, 1 церковно-парафіяльна школа, 2 вітряні і 1 водяний млин і 1 казенна винна лавка.
1919 року село у складі волості увійшло до складу нового Чорнобильського повіту. З 1923 року входило до Чорнобильського району, до складу Страхоліської сільської ради.
Станом на 1926 рік у селі Ротичі було 226 селянських господарств та 3 господарства іншого типу — усього 229 господарства. У селі проживало 475 чоловіків і 529 жінки, разом населення становило 1004 осіб, з них 1001 — українці та 3 — росіяни.
5 листопада 1964 р. рішенням виконавчого комітету Київської обласної (сільської) ради депутатів трудящих №634 Про адміністративно-територіальні зміни в Київській області, у зв’язку з переселенням жителів із зони затоплення Київської ГЕС, виключено з облікових даних село Ротичі.
Територію колишнього села затоплено новою затокою Київського водосховища, що утворилася затопленням гирла р. Тетерів.

## Церква
У селі Ротичі існувала церква Св. Трійці. Останній за часом існування храм було споруджено 1895 року, він був цегляним. До парафії належали села: Медвин, Страхолісся, Домантів, Сухолуччя. Храм було зруйновано у 1930-х роках.